# 魯耶波
魯耶波是剛果民主共和國開賽省的城市，位於該國中南部，海拔高度440米，市內有機場設施，2009年人口40,115。2007年魯耶波爆發伊波拉病毒。